# 戯画堂芦幸
戯画堂 芦幸（ぎがどう あしゆき、生没年不詳）とは、江戸時代の大坂の浮世絵師。

## 来歴
蘭英斎芦国の門人かといわれる。戯画堂と号し、芦ゆき、芦雪とも称す。始めは長国と称し、文化11年（1814年）に芦幸と改名するが、「芦ゆき」と称することが多かった。大坂の人で道修町御霊筋に住む。作画期は文化10年（1813年）から天保4年（1833年）にかけてで、役者絵を多く描いた。

## 作品
- 「あしかゞ政左衛門・中山新九良　真柴久吉・あらし吉三郎」　大判錦絵2枚続　池田文庫所蔵　※文化11年8月、大坂角の芝居『比良嶽雪見陣立』より
- 「文使娘・中村歌右衛門」　大判錦絵　池田文庫所蔵　※「藪入の　やの字結びや　男帯　芝翫讃」の句あり。文化13年3月、角の芝居『其九絵彩四季桜』より
- 「けいせい、いなり・中村歌右ヱ門」　大判錦絵　池田文庫所蔵　※文化14年3月、角の芝居『莫恠踊化姿』より
- 「二ぞろの八八・市川蝦十郎　ふか草ノ茂助・嵐橘三郎」　大判錦絵2枚続　早稲田大学演劇博物館所蔵　※文政10年（1827年）正月、大坂中の芝居『けいせい遊山桜』より
- 「青柳太夫・藤川友吉　百姓重作・中村歌右衛門」　大判錦絵2枚続　ボストン美術館所蔵　※文政11年正月、角の芝居『天満宮花梅桜松』より
- 「雁がね文七・嵐橘三郎」　大判錦絵　池田文庫所蔵　※「御ひいきに　すかりて高し　鳶爪　璃珏」の句あり。天保4年5月、角の芝居『藍桔梗雁金五紋』より